# Mellicta latonigena
Mellicta latonigena är en fjärilsart som beskrevs av Arnold Spuler 1901. Mellicta latonigena ingår i släktet Mellicta och familjen praktfjärilar. Inga underarter finns listade i Catalogue of Life.